# Rattus mindorensis
Rattus mindorensis  (Thomas, 1898) è un roditore della famiglia dei Muridi endemico dell'isola di Mindoro, nelle Filippine.

## Descrizione

### Dimensioni
Roditore di medie dimensioni, con la lunghezza della testa e del corpo di 190 mm, la lunghezza della coda di 163 mm e la lunghezza del piede di 32,5 mm.

### Aspetto
La pelliccia è ordinata, liscia e brillante. Le parti superiori sono bruno-grigiastre scure brizzolate, tendente al giallastro lungo i fianchi, mentre le parti ventrali sono biancastre. Le orecchie sono corte, prive di peli. Il dorso dei piedi è nerastro, le dita leggermente più chiare. La coda è più corta della testa e del corpo, uniformemente nera, scarsamente ricoperta di peli e ricoperta da 10 anelli di scaglie per centimetro. Le femmine hanno 5 paia di mammelle.

## Biologia

### Comportamento
È una specie terricola.

## Distribuzione e habitat
Questa specie è diffusa nelle zone collinari e montane dell'isola di Mindoro, nelle Filippine.
Vive nelle foreste tra 700 e 2.000 metri di altitudine.

## Conservazione
La IUCN Red List, considerato che ci sono poche informazioni sulla biologia e l'ecologia di questa specie, classifica R.mindorensis come specie con dati insufficienti (DD).